# ILM 공법
ILM 공법(Incremental Launching Method, 연속압출공법)은 교량의 가설 방식 중 하나로 교량의 상부 구조물을 교량의 시작점이나 첫 번째 교각 인근의 제작장에서 거더(세그먼트)를 제작장을 만들고 10~30미터 단위의 길이로 콘크리트를 타설하면서 교량 상판을 제작하여 압출장치를 통하여서 이 박스 형태의 상판을 다음 위치의 교각으로 밀어내는 공법이다.

## 특성

### 장점
- 시공관리의 용이성 : 거더(세그먼트)를 제작하는 장소가 일정하여 시공관리가 용이하며, 작업장에 보온장비와 같은 것을 설치할 수 있어 외부 기상조건에 상관없이 공사를 진행할 수 있다. 따라서
- 거푸집이 기계화되어있어 Form의 해체가 신속하게 행해지며 단면치수의 정도가 높은 주형을 제작할 수가 있다.
- 작업의 능률화 : 콘크리트 타설, Prestressing 작업등의 모든 공정이 일정한 장소 안에서 이루어지므로 자재의 운송을 멀리까지 할 것이 없고 동일한 작업을 반복하는 방식으므로 작업의 능률화를 실현할 수 있다.

### 단점
- 제작장 설치문제 : 교량의 시작점 또는 제1교각의 후방에 거더(세그먼트)를 제작하기 위한 제작장의 부지를 확보해야 하므로 제작장 설치 공간의 제한을 받는다.
- 경간장의 제한 : 경간 길이가 길어지면 단면높이와 무게가 증가하고 압출 노즈의 길이도 길어 지게된다. 이러한 점을 고려하였을 때 이 공법으로 경제성이 있는 공간은 적용경간 범위는 60m 정도까지이며,
- 짧은 교량에는 비경제적 : 교량의 길이가 짧으면 압출노즈, 제작장의 가설비 등 초기투자 비용이 크므로 경제성이 떨어진다. 따라서 장대교량으로 제한된다.
- 교량의 선형 제한 : 거더(세그먼트}의 이동 방향이 일정하여야 하기 때문에 이 공법으로 가설이 가능한 교량의 선형은 직선이거나 곡선의 구배가 일정한 원형곡선으로 제한된다. 교량의 선형이 불규칙할 경우 가설이 불가능하다.